# Reteporella watersi
Reteporella watersi är en mossdjursart som först beskrevs av Nordgaard 1907.  Reteporella watersi ingår i släktet Reteporella och familjen Phidoloporidae. Inga underarter finns listade i Catalogue of Life.